# I. Szadet Giráj krími kán
I. Szadet Giráj (krími tatár: I Saadet Geray, ١ سعادت كراى), (1492 – 1538) krími tatár kán.

## Élete

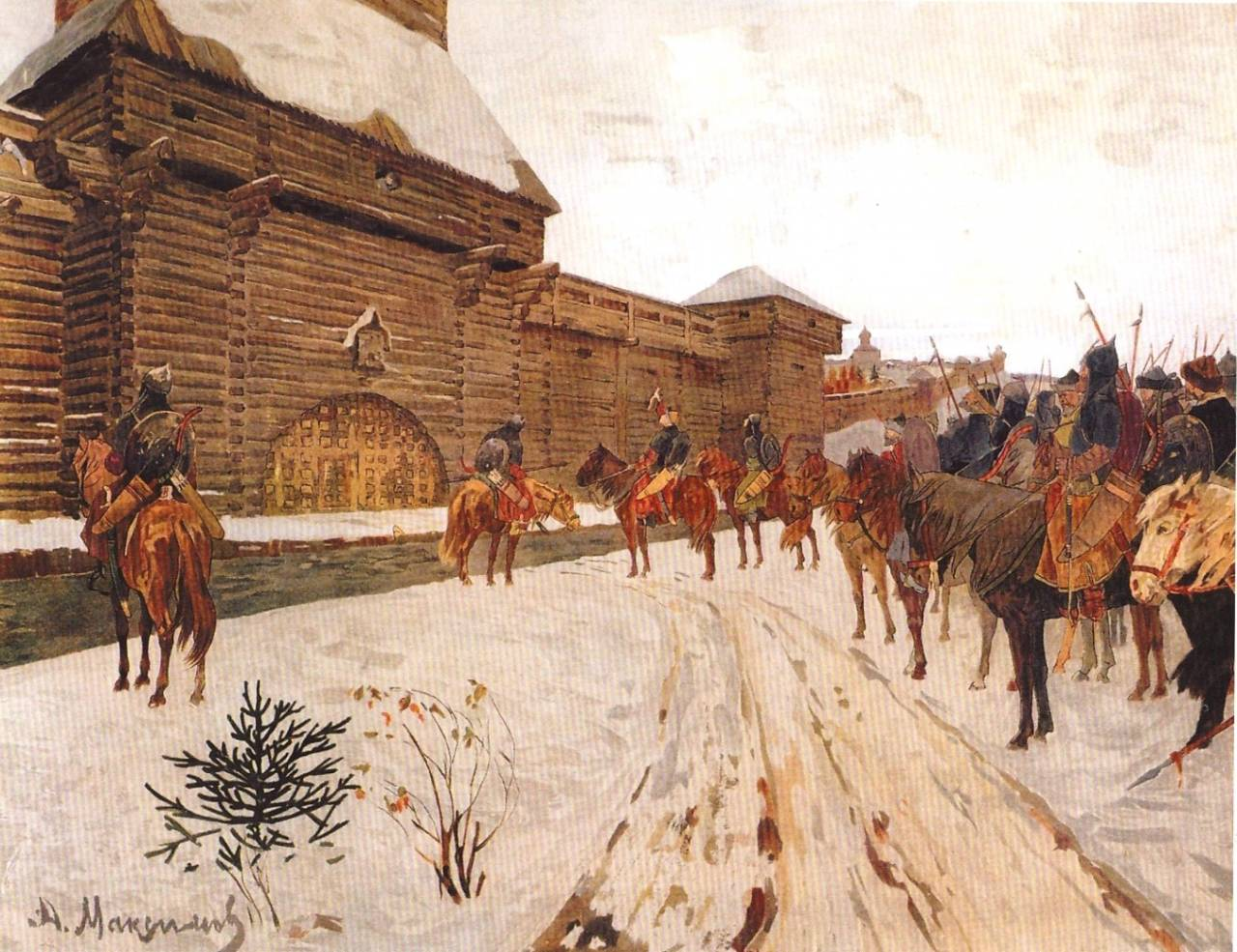
Mongolok Vlagyimir falainál. V. Makszimov festménye.

Szadet Mengli Giráj krími kán egyik fia volt. Apja még fiatal korában Isztambulba küldte, ahol Szadet több évet töltött a szultán udvarában.

1523 tavaszán Mehmed Giráj krími kán (Szadet testvére) a nogáj tatárokkal szövetségben elfoglalta Asztrahányt. Ezután azonban a nogájuk orvul meggyilkolták Mehmedet és fiát, Bahadirt, szétszórták a vezér nélkül maradt krími sereget és végigpusztították a Krímet. A klánok Gázi Girájt, Mehmed fiát választották krími kánnak, ám nem kérték ki a szultán beleegyezését. A Porta nem is fogadta el a választást és néhány hónap múltán Szadetet nevezték ki kánnak. Szadet az előző kánt (aki unokaöccse volt) előbb vezírévé nevezte ki, de néhány hónap múlva meggyilkoltatta.
Szadet végigpusztított és belső széthúzásoktól gyötört országot örökölt. Helyreállította a rendet és néhány reformot is végrehajtott. Török mintára átszervezte az udvart és a hadsereget ellátta tüzérséggel, mert addig a tatár sereg gyakorlatilag csak lovasokból állt.
Trónra lépésekor még folyamatban a háború a kazanyi kánság és a moszkvai nagyfejedelemség között, melyet a kazanyiak még az asztrahányi hadjárat kezdetekor, szövetségesként kezdtek. Szadet első külpolitikai akciójaként követeket küldött Moszkvába békét kötni, de az oroszok elutasították. Szadet az asztrahányi kánsággal is biztosította a békét és amennyire lehetett megpróbált kiegyezni az egyes nogáj klánokkal, akiknek akkor nem volt kánjuk.

Szadet unokaöccse Iszlám Giráj (a meggyilkolt Gázi fivére és Mehmed kán fia) 1527–1528 körül szövetséget kötött az Arany Horda névleges kánjával, Ahmed sejkkel, akit a nogájok is támogattak. Szadet kiegyezett unokaöccsével és megtette kalgának. Iszlám azonban 1532-ben fellázadt ellene és lemondásra kényszerítette nagybátyját. Szadet lemondása után Isztambulban élt 1538-as haláláig, ott is temették el.

## Fordítás
Ez a szócikk részben vagy egészben  a(z)   Саадет I Герай című orosz Wikipédia-szócikk ezen változatának fordításán alapul.  Az eredeti cikk szerkesztőit annak laptörténete sorolja fel. Ez a jelzés csupán a megfogalmazás eredetét és a szerzői jogokat jelzi, nem szolgál a cikkben szereplő információk forrásmegjelöléseként.
| Előző uralkodó: I. Gázi Giráj | Krími kán 1524 – 1532 | Következő uralkodó: I. Iszlám Giráj |